# Arnold Rüütel
Arnold Rüütel (Pahavalla, Saaremaa, 1928. május 10. – 2024. december 31.) észt agrármérnök, politikus. A szovjet időszakban az Észt Kommunista Párt Központi Bizottságának titkára, valamint az Észt SZSZK Legfelsőbb Tanácsának utolsó elnöke. Észtország függetlenségének visszaállítása után, 2001–2006 között az Észt Köztársaság elnöke. A 2000-es években két ciklusban az Észt Parlament (Riigikogu) képviselője volt. 1981–1988 között az Észt Természetvédelmi Szövetség, 1989–2002 között az oktatást és a kultúrát támogató Forselius Társaság elnöke volt.

## Életrajza
1928-ban született Saaremaa szigetén, a Lajmala községhez tartozó Pahavalla faluban, ortodox észt családba. Anyja Juuli Rüütel (1905−1990), apja Fedor Rüütel (1900−1965). 1946–1949 között a Lääne-Viru megyében található Jäneda mezőgazdasági technikumában tanult. 1946-ban belépett a kommunista párt ifjúsági szervezetébe, a Komszomolba. 1949-1950-ben agronómusként dolgozott Saarema szigetén. 1950-től 1955-ig katonai szolgálatot teljesített a Szovjet Haditengerészetnél.

### Szakmai karrierje
1955-től 1957-ig a Tartui Mezőgazdasági Gépészeti Szakmunkásképző iskolában tanított. 1957-ben az Észt Állattenyésztési és Állatorvosi Kutatóintézet kutatóállomásának főállatenyésztője, majd igazgatója volt. 1963-tól 1969-ig a Tartui Állami Mintagazdaság igazgatójaként dolgozott. Munka mellett Tartuban az Észt Mezőgazdasági Akadémia (napjainkban: Észt Élettudományi Egyetem) Agrártudományi Karán tanult, ahol 1964-ben szerzett diplomát. Ugyanebben az évben tagja lett a Szovjetunió Kommunista Pártjának (SZKP). 1969-ben megválasztották az Észt Mezőgazdasági Akadémia rektorává. Még ugyanabban az évben az Észt SZSZK Legfelsőbb Tanácsa elnökének a helyettese lett, ezt a pozícióját az egyetemi munka mellett töltötte be. 1972-ben kandidátusi fokozatot szerzett, disszertációjának címe: „A tejtermelés koncentrációja az Észt SZSZK-ban.”

### Politikai pályafutása a szovjet időszakban
1966-tól 1971-ig az SZKP észtországi köztársasági szervezetének, az Észt Kommunista Párt Központi Bizottságának tagjelöltje volt, majd 1971-ben a Központi Bizottság tagja lett. 1977-ig állt rektorként az Észt Mezőgazdasági Akadémia élén. Akkor az Észt Kommunista Párt Központi Bizottságának mezőgazdaságért felelős titkárává nevezték ki, valamint a párt Központi BIzottsága elnökségének is tagja lett.1979 –1983 között az Észt SZSZK Minisztertanácsának első-elnökhelyettese (köztársasági miniszterelnök-helyettes), majd 1983-tól 1990-ig a köztársasági törvényhozó szerv, az Észt SZSZK Legfelsőbb Tanácsának elnöke volt. 1986-tól 1990-ig tagja volt az SZKP Központi Revíziós Bizottságának is.
1984-ben a Szovjetunió Legfelsőbb Tanácsa népképviselőjévé választották a 479. számú Tartui Vidéki Nemzeti Területi Választási Körzetből az 1984–1989-es ciklusra. A Legfelsőbb Tanácsban a Nemzetiségi Tanács tagja volt. 1989-ben az utolsóként összehívott Szovjet Legfelsőbb Tanács népképviselőjévé választották ismét a Tartu és környéke választókerületből és a tanács 1991-es megszűnéséig tagja maradt. 
1990 márciusában az Észt SZSZK Legfelsőbb Tanácsának elnökévé választották. Fontos szerepet játszott Észtország függetlenségének előkészítésében, Rüütel elnöksége alatt fogadta el 1990. május 8-án a Legfelsőbb Tanács az Észt Köztársaság 1938-as alkotmányát visszaállító törvényt. Rüütel a Legfelsőbb Tanács elnöke maradt az átmeneti időszakra is, a teljes függetlenség 1991. augusztus 20-i kikiáltását követően egészen 1992 októberéig. 1991-1992-ben tagja volt az észtországi Alkotmányozó Gyűlésnek (Põhiseaduse Assamblee), amely kidolgozta az Észt Köztársaság új alkotmányát. Az 1991 és 1992 közötti átmeneti időszakban a Legfelsőbb Tanács elnökeként ideiglenes államfőként funkcionált. E minőségében képviselte Észtországot külföldön is. 1991. szeptember 17-én az Észt Köztársaság az Egyesült Nemzetek Szervezetének (ENSZ) teljes jogú tagja lett, Arnold Rüütel Észtország államfőjeként szólalt fel az ENSZ Közgyűlésében. 1992-ben államfőként beszédet mondott az ENSZ Rio de Janeiróban tartott környezetvédelmi konferenciáján is.
A Szovjetunió utolsó évében, 1991-ben a Moszkvai területen található Dubroviciben működő Össz-szövetségi Állattenyésztési Tudományos Kutatóintézetben (VIZS) megvédte doktori disszertációját, amelyet állattenyésztési témában készített („A tejtermelési technológia javítása a szarvasmarha-tenyésztés intenzifikálásában” címmel). A sikeres védést követően az agrártudományok doktora lett.

### A független Észtországban
Az észt alkotmány 1992. június 28-i elfogadása után, szeptember 5-én tartották meg az elnökválasztás első fordulóját, amelyen Arnold Rüttel is indult. A közvetlen első fordulós szavazáson Rüütel kapta a legtöbb szavazatot (41,77%), de a négy jelölt egyike sem érte el az abszolút többséget. Így október 5-én sor került a második, már a parlamentben tartott második fordulóra. Ott a 101 tagú parlamentben Rüütel 31 szavazatot kapott, míg a győztes Lennart Merire 59 képviselő szavazott (11 tartózkodott).
Rüütelt az 1994. szeptember 29-én megalakult észtországi agrárpárt, az Észt Parasztpárt (EME) első elnökévé választották. Az 1995-ös észtországi parlamenti választáson az EME az Alkotmány és Vidék Közössége (Koonderakond ja Maarahva Ühendus) választási szövetség részeként indult, amely a szavazatok 32,2%-ának megszerzésével 41 képviselői helyet szerzett a 101 fős észt parlamentben. Rüütel 1994-től 2000-ig töltötte be a pártelnöki tisztséget. Az 1995-ös választáson Arnold Rüütel is képviselői helyet kapott a parlamentben, ahol annak alelnökévé választották. 1995-től 1999-ig a Balti Közgyűlésbe delegált észt parlamenti csoport vezetője, valamint a a Balti Közgyűlés elnökségének tagja volt, időszakosan pedig a közgyűlés elnökségének elnöke.
Rüütel indult az 1996-os észtországi elnökválasztáson is a hivatalban lévő Lennart Meri ellenében.  Ez volt az első olyan elnökválasztás Észtországban, ahol már az első fordulóban is a parlament választott elnököt. A parlamentben 1996 augusztusában megtartott három választási fordulóban ugyan Lennart Meri szerezte a legtöbb szavazatot, mögötte Rüütel végzett a második helyen, de egyik esetben sem érte el a 2/3-os többséget. Ezért 1996. szeptember 20-án összehívták a parlament és az önkormányzatok képviselőiből álló Választógyűlést (Valimiskogu). Ott két fordulóban végül Lennart Meri szerezte meg a szavazatok többségét, így ő maradt hivatalban további öt évre.
A 2001-es elnökválasztáson először nem indult. Az augusztus végén megtartott három parlamenti választási forduló eredménytelen lett. A 2001. szeptember 21-re összehívott Választógyűlésen már új jelöltek is részt vehettek, így Arnold Rüütel is indult. Az első fordulóban Rüütel szerezte meg a legtöbb szavazatot, de nem érte el a 2/3-os arányt, ezért az első lát helyen végzett jelölttel második fordulót tartottak. Ezen a győztes Rüütel mellett Toomas Savi volt a másik jelölt. Arnold Rüütel 2001. október 8-án lépett hivatalba Észtország elnökeként.
2006 augusztusában az Észt Centrumpárt Rüütelt jelölte ismét az elnöki posztra. A 2006. szeptember 23-n megtartott elnökválasztáson azonban nem őt, hanem Toomas Hendrik Ilvest választották meg Észtország elnökévé (Rüütel 162, Ilves 174 szavazatot kapott), aki 2006. október 9-n lépett hivatalba.

## Társadalmi tevékenysége
Szakmai karrierje és politikai tevékenysége mellett közéleti szerepe is jelentős, első sorban környezetvédelmi és oktatási területen. 1981-től 1988-ig az Észt Természetvédelmi Szövetség (ELKS) elnöke volt. 1993–2001 között a svájci székhelyű Nemzetközi Zöld Kereszt környezetvédelmi szervezet észt nemzeti szervezetének elnöke volt. 1993-as alapításától a Védd az Észt Tengert (Hoia Eesti Merd) elnöke volt, 2002-től a szervezet tiszteletbeli elnöke.
2002-ben az Észt Mezőgazdasági Akadémiai Társaság, a Raoul Wallenberg Nemzetközi Alapítvány tiszteletbeli tagja, valamint a Tallinni Botanikus Kert Baráti Társaság tagja lett.

## Magánélete

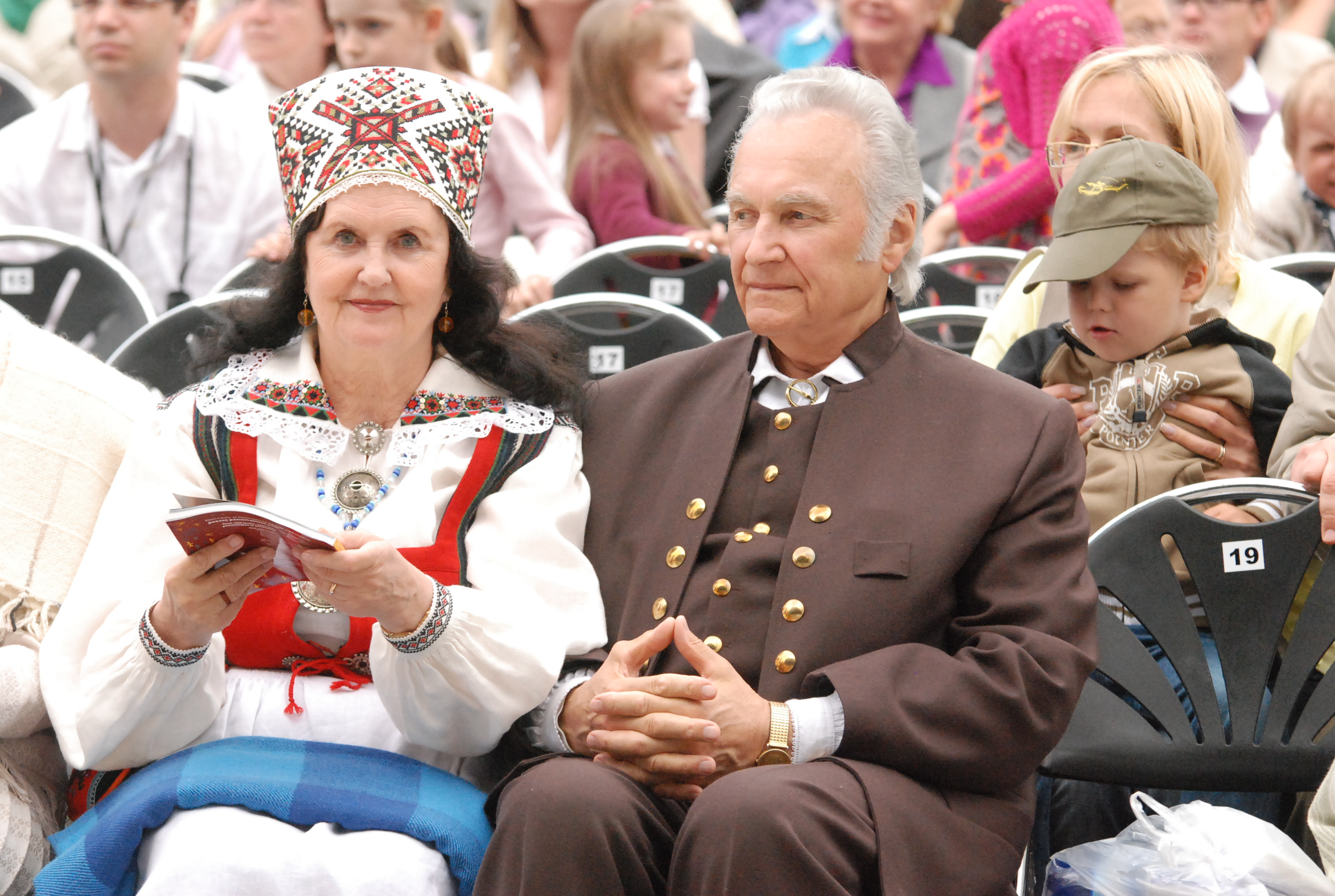
2009-ben feleségével, Ingrid Rüütellel az észt dalosünnepen

Nős, felesége Ingrid Rüütel (leánykori nevén Ruut) nyelvész és néprajzos, aki a finnugor népek kultúrájával foglalkozik. 1958-ban kötöttek házasságot. Két lányuk született, Maris (sz. 1958) és Anneli (sz. 1965). Hat unokájuk van.